# Anders Kristian Gasslander

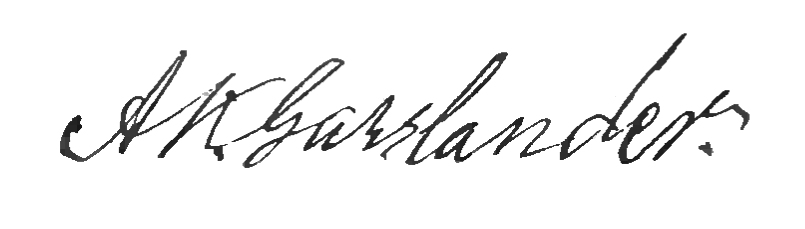
A. K. Gasslander

Anders Kristian Gasslander, född 22 november 1835 i Vassända församling, Älvsborgs län, död 8 juli 1890 i Karlskrona, var en svensk ämbetsman och riksdagsman. 
Gasslander var överkommissarie vid flottan från 1872 och tillförordnad chef för marinförvaltningens civila avdelning 1879–1884; tillförordnat amiralitetsråd och chef för den civila avdelningen 1884–1887. Han var ledamot av riksdagens andra kammare för Karlskrona stads valkrets 1876 och 1879–1881.